# Elias Xitavhudzi
Elias Xitavhudzi va ser un assassí en sèrie que va assassinar 16 homes i dones a Atteridgeville, Sud-àfrica als anys cinquanta. Xitavhudzi era un sud-africà i només es dirigia als blancs en una comunitat estrictament -  segregada. La seva matriu espantosa va causar una sensació local durant els anys àlgids del sud de Sud-àfrica sota règim de l'apartheid.
Abans de la seva captura, va adquirir el sobrenom de "Pangaman"  panga, sent una paraula local per al machete amb el qual va mutilar les seves víctimes.
Xitavhudzi va ser arrestat després de vendre un rellotge robat, les autoritats es van assabentar i van descobrir que el rellotge pertanyia a una de les víctimes de Pangaman, provocant el seu arrest, a la presó va confessar tots els seus crims, després va ser jutjat ràpidament, Pangaman ha condemnat a 16 assassinats i va ser condemnat a mort i penjat el 14 de novembre de 1960.
Xitavhudzi va ser el segon d'una sèrie d'almenys una mitja dotzena d'assassins en sèrie en haver assotat el municipi de Atteridgeville.